# Bula pod Bańdziochem

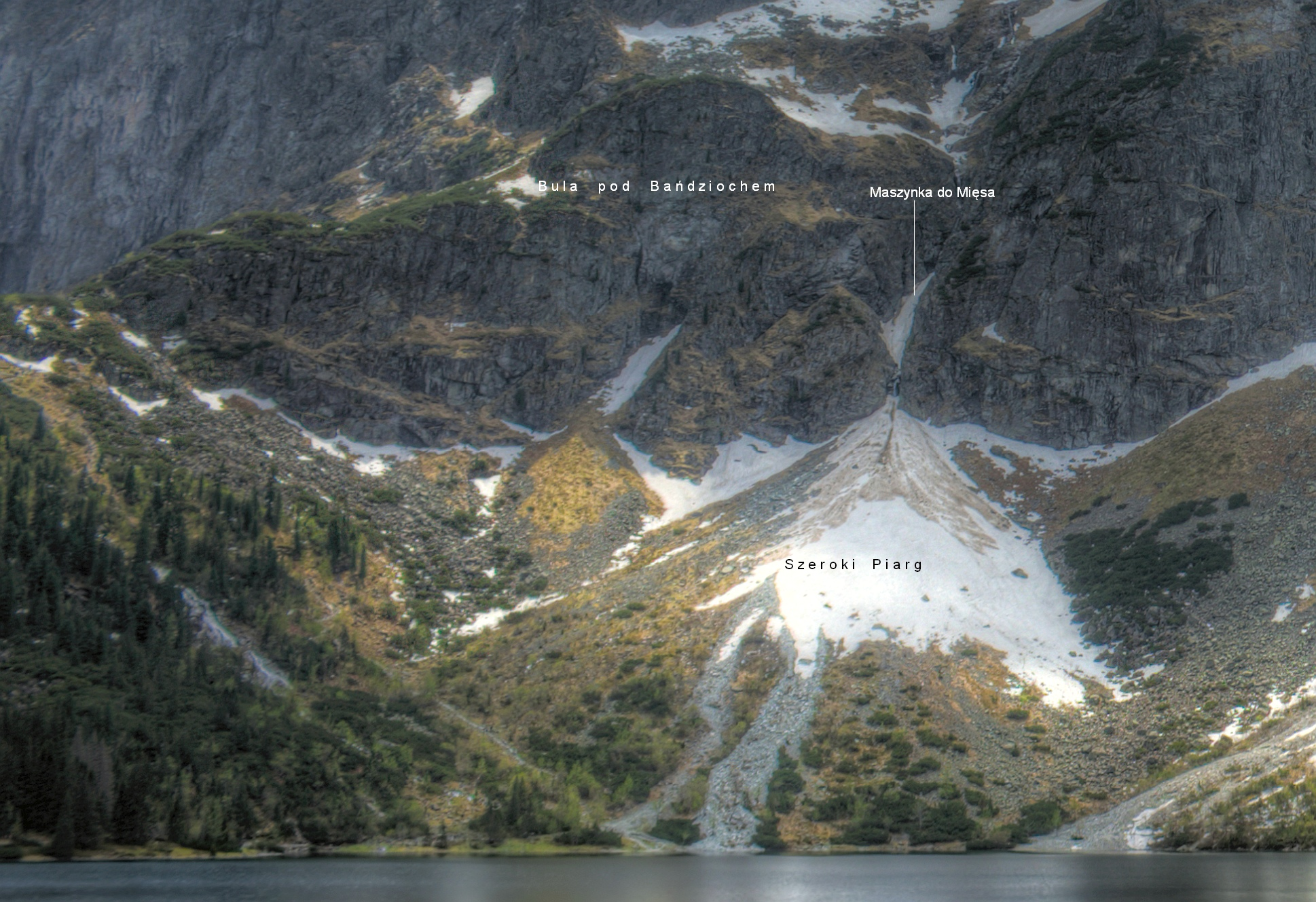

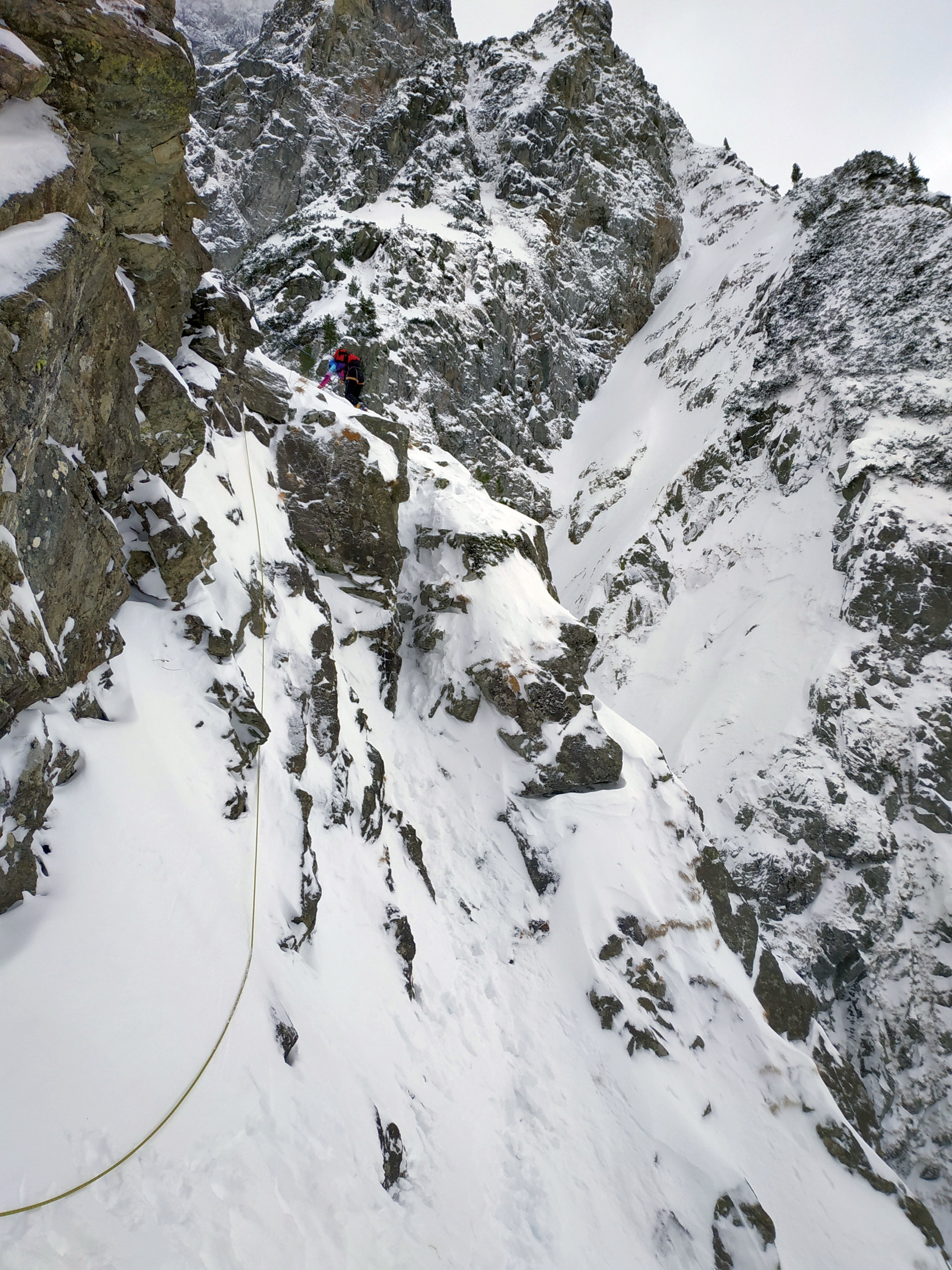
Wspinaczka na Buli pod Bańdziochem

Bula pod Bańdziochem – formacja skalna nad Morskim Okiem u północnych podnóży Mięguszowieckich Szczytów w Tatrach Polskich. Znajduje się w zakończeniu najbardziej zachodniej grzędy Kazalnicy, która poprzez Wiszący Kociołek opada do Maszynki do Mięsa tworząc jej lewe (patrząc od dołu) ograniczenie. Bula ma zupełnie niepozorny wierzchołek, ale na Wielki Piarg opadają z niej ścianki o wysokości do 150 m. Przez taterników docenione zostały niedawno; większość dróg na nich poprowadzono po 2000 roku. Bula pod Bańdziochem z punktu widzenia taterników ma wiele zalet: krótkie podejście od schroniska nad Morskim Okiem, prawie zawsze bezpieczne od lawin, krótki czas wspinaczki, łatwe zejście, trudności miejscami całkiem, całkiem. Jest jednak silnie porośnięta trawą i krucha, wskutek czego wspinaczka odbywa się tutaj prawie wyłącznie zimą. Marcin Michalski o Buli pod Bańdziochem pisał: ściana dla śpiochów.

## Drogi wspinaczkowe
Czas podejścia pod ścianę od schroniska nad Morskim Okiem; 30 min.
1. Sie ściemnia; IV w skali tatrzańskiej, 6 godz.
2. Światło w tunelu; IV, 3 godz.
3. Droga blondyna; III, 2 godz.
4. Żebro; IV, V
5. Żlebem; II, miejsce III, 1 godz. 30 min
6. Droga Malczyka; VI
7. Globalne ocieplenie; V, A0
8. W samo południe; IV+, trawy 80 stopni, 3 godz.
9. Bez znaczenia; I-II, kilka miejsc IV, kominek V
10. Bladym świtem; IV, 4 x A0, 3 godz
11. Defekt mózgu; IV+, A2, 3 godz[2].